# ТЭЦ Детмаровице
ТЭЦ Детмаровице (чеш. ETU Dětmarovice) — чешская угольная теплоэлектростанция, расположенная в городе Детмаровице в Моравскосилезском крае недалеко от границы с Польшей. Является самой мощной в Чешской Республике теплоэлектростанцией, работающей на каменном угле. Электростанция снабжает энергией не только Детмаровице, но и город Орлова.

## Основные параметры
Электростанция находится недалеко от польско-чешской границы. Имеет номинальную рабочую мощность в 800 МВт и работает на каменном угле, добываемом в Чешской республике.  Ежегодная выработка электричества составляет 3 млрд. кВт•ч. С мая 2009 по осень 2010 года велись работы по установке магистрального трубопровода для подачи горячей воды в город Богумин.

## Строительство
Строительство электростанции началось в 1971 году, запуск четырёх блоков проходил с мая 1975 по ноябрь 1976 годов. Генеральным проектировщиком была компания Energoprojekt Praha, строительством занималась компания VOKD Ostrava, за технологический процесс отвечала Škoda Plzeň. Десульфуризация станции состоялась в 1998 году.

## Источник угля
Расположение электростанции было выбрано с учётом близости угольных шахт Остравско-Карвинского района, а также протекавшей рядом реки Олше, чью воду можно было использовать в промышленных целях. Электростанция использовала уголь изначально только местного производства, но затем стала потреблять бурый уголь с северо-запада Чехии. Также станция использует более дешёвый каменный уголь из Польши. Перевозка топлива осуществляется поездами компании Advanced World Transport, который отвечает и за топливоподачу в ТЭЦ.

## Загрязнение окружающей среды
В воздух из труб электростанции попадает огромное количество примесей: особенно страдает район реки Олше и польские местечки Голковице, Годув и Лазиска. Электростанция находится на расстоянии от 500 до 1000 м до польской границы с Водзиславским повятом, вследствие чего все вредные вещества оказываются и в воздушном пространстве Польши. Дым, исходящий из труб электростанции, очень хорошо виден с территории Польши.
С целью борьбы против загрязнения воздуха в 1998 году был установлен дополнительно дымоход с фильтром, а с 2000 года электростанция стала использовать в качестве топлива уголь не с польских шахт, а с северо-запада Чехии. Высота дымоходов составляет 259 м, их можно видеть невооружённым глазом из польских местечек Ястженбе-Здруй, Воздислав-Слёнский, Рыбник и Гливице).